# Мішель де Монтень

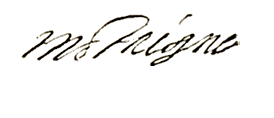
Автограф Монтеня

Мішель Екем де Монтень (фр. Michel Eyquem de Montaigne, [miʃɛl ekɛm də mõ'tɛɲ], 28 лютого 1533 — 13 вересня 1592) — французький філософ і письменник епохи Відродження. Есеїст-мораліст, відомий насамперед як автор «Проб» (фр. Essais, також перекладається як «Досліди»). Громадський діяч, двічі був обраний мером Бордо. Роботу над «Пробами», котрі принесли йому світову славу, Монтень продовжував до самої смерті.

## Біографія

### Родинне походження

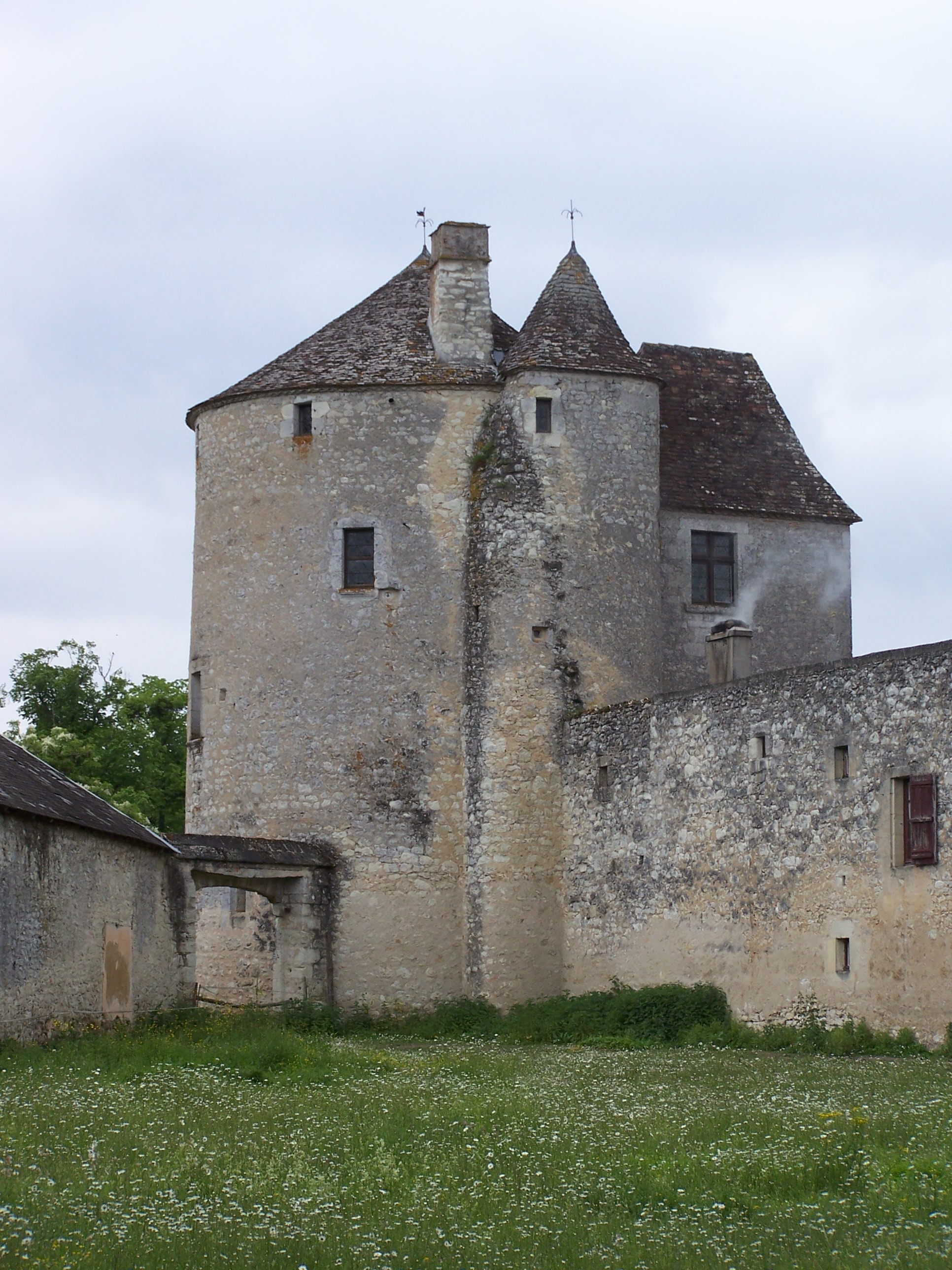
Замок Монтень був майже цілковито зруйнований під час пожежі 1885 року, але вежа, в якій розташовувалася бібліотека Монтеня, не постраждала й не зазнала жодних змін з XVI століття.

Мішель Монтень народився в купецькій сім'ї, родове ім'я якої було Екем.
1477 року його прадід Рамон Екем (1402—1478) придбав у барона Монтравеля помістя Монтень, яке складалося із замку та прилеглих земель..
Дід Монтеня, Гримон Екем (1450—1519), син Рамона Екема та Ізабо де Феррег (1428—1508), був купцем і мав успішний торговий дім у Бордо..
Батько Монтеня, П'єр Екем де Монтень, є першим з родини, хто народився в замку Монтень. Він відмовився від комерції й присвятив себе кар'єрі військовика. Зокрема він брав участь в італійських кампаніях.
1529 року П'єр Екем де Монтень одружився з дочкою тулузьких купців Антуанеттою де Лупп де Вільнев. Родина Антуанетти була іспанcького походження, як припускають, з вихрещених іспанських євреїв. Проте її родина була повністю інтегрована в тогочасному французькому християнському суспільстві. Статки родини Лупп де Вільнев приблизно дорівнювали статками Екемів.
Перші дві дитини від шлюбу П'єра де Монтеня та Антуанетти де Лупп де Вільнев померли в ранньому віці. Мішель був першою дитиною, яка вижила. Він був старшим братом своїх сімох братів і сестер.
П'єр де Монтень, завдяки вдалому господарюванню й шлюбу, значно збільшив свої статки. Він був шанованим громадянином Бордо й пройшов усі щаблі муніципальної кар'єри, обійнявши 1554 року посаду мера Бордо.
У «Пробах» Мішель Монтень із захопленням і повагою відгукується про свого батька, натомість майже нічого не каже про свою матір. Тож припускають, що з нею він мав дещо напружені стосунки.

### Навчання
П'єр Екем де Монтень був освіченю людиною й був своєму синові Мішелю широку освіту в дусі гуманізму XVI століття. У вихованні сина батько спирався на принципи Еразма Ротердамського, викладені в його творі De pueris instituendis, за яким дітям треба прищеплювати охоту до навчання через несилувану волю й власне бажання". Мішель виховувався без заборон. Домашнім вихователем Мішеля був медик із Німеччини на ім'я Горстанус, який навчав його гуманітарних дисциплін та розмовляв з ним виключно латиною, яка в той час була обов'язковою другою мовою всіх освічених європейських еліт. Правило розмовляти з Мішелем латиною було непорушним і обов'язковим як для батьків, так і для прислуги. За словами Монтеня, цей метод опанування латинської мови виявився дуже успішним: «Без книжок, без граматики, без нагайки й без сліз я опанував латину, що була настільки ж чиста, як і в мого вчителя». Водночас Монтень зізнається, що «в шестирічному віці французька мова й перигорська говірка були для мене такими ж незрозумілими, як і арабська»..
З 7 до 13 років Монтень навчався в Гійєнському колежі в Бордо, де опановував граматику й риторику. Гійєнський колеж був одним з визначних центрів гуманізму в місті. Колежем керував португалець Андре де Гувеа, навколо якого зібралися видатні гуманісти того часу: Матюрен Кордьє, Елі Віне, Жорж Бюшанан, Жан Візажьє. Мішель відчував відразу до суворої дисципліни в колежі, навчання з примусу та із застосуванням физічних покарань було для нього нестерпним.. Проте саме тут Монтень здобув широкі гуманітарні знання, розширив коло своїх улюблених авторів такими іменами, як Овідій, Вергілій, Теренцій, Плавт. У колежі він також виявив інтерес до театру, до чого заохочував учнів директор закладу, до поезій та риторичних ігор, які, за висловом Еразма Роттердамського, є гімнастикою для інтелекту. На погляди Монтеня вплинули ідеї стоїцизму та скептицизму.
Про життя Монтеня з 14 до 22 років збереглося мало відомостей. 1556 року молодий Монтень був радником в податковому суді Періге, зайнявши посаду батька, який на два роки перейшов на пост мера Бордо. Дослідники життя Монтеня припускають, що в цей час у Гійєнському колежі він прослухав курс філософії гуманіста Марка Антуана Мюре, потім продовжив освіту на факультеті права Тулузького, а згодом і Паризького університетів..
Юридична кар'єра була нетиповою для старшого сина шляхетської родини, якого зазвичай чекала кар'єра військового, дипломата чи функціонера при королівському дворі. Та на відміну від свого батька, Мішель не мав схильності до фізичних вправ за винятком верхової їзди.

#### Ставлення до релігії
Монтень був вихований в католицькій вірі й усе життя ретельно дотримувався всіх релігійних приписів. Сучасники не сумнівалися в щирості його ставлення до віри. Водночас Монтень вважав, що віру людина не обирає, а її нав'язують чужою волею: «Ми християни таким самим чином, як ми є перигорцями або німцями», «Ми одержуємо віру не від міркування чи інтелекту, а від авторитету й чужої волі». А в самому кінці «Проб» Монтень, посилаючись на цитату з Горація, пише, що присвячує свою старість Аполлонові. Тож оцінки щодо ставлення Монтеня до релігії дуже різняться. Так Сен-Бев та Андре Жід вважали його невіруючим, П'єр Вілле вважав його щирим католиком, для Жеральда Накама світогляд Монтеня був близьким до протестантизму, Турнон та Мішель Онфре вважають Монтеня прихильником фідеїзму, а на думку Софі Жама, Монтень був новим християнином, який не хотів замовчувати єврейське коріння своєї родини. Проте 1676 року за поданням Жака Беніня Боссюе «Проби» Монтеня були занесені до списку книжок, заборонених католицькою церквою (Index Librorum Prohibitorum).

### Суддівство (1556—1570)
З 22 до 37 років Монтень працював суддею в суді Періге, а після його ліквідації 1557 року, в парламенті Бордо, де засідав свого часу дядько Монтеня, двоє двоюрідних братів його матері, а також його дід та батько майбутньої дружини Монтеня.
Парламент Бордо складався з трьох палат: Великої палати або палати подань, а також двох палат розслідувань, які займалися вивченням надто складних справ. Саме в одній з цих палат працював Монтень. Парламент не лише вершив правосуддя, а й реєстрував едикти та укази короля, які без такої реєстрації не підлягали виконанню. У періоди нестабільності (зокрема під час релігійних воєн, які розпочалися 1562 року й тривали майже 30 років), міський парламент співпрацював з губернатором міста, призначеного королем, та мером міста, якого обирав муніципалітет, у справі дотримання громадського порядку. Члени парламенту кооптувалися до нього, посада в парламенті продавалася або передавалася іншому після відставки й відмови від неї.
Посада радника парламенту передбачала також участь в політичних місіях. Особливо почесними були місії до королівського двору. Монтень мав близько десяти таких місій до двору Генріха II, Франциска II та Карла IX. Монтень був захоплений атмосферою королівського двору, проте його незалежний дух не поєднувався з роллю придворного й від кар'єри при дворі він відмовився.

#### Етьєн де ля Боесі
Найпримітнішою подією цього періоду життя була зустріч 25-річного Монтеня з поетом Етьєном де ля Боесі. Ля Боесі також засідав у парламенті Бордо. На час знайомства з Монтенем йому було 28 років, у 32 роки ля Боесі помер. Ля Боесі на час знайомства мав більший життєвий досвід за свого майбутнього друга: виріс сиротою, був вже одруженим, брав участь в пацифікації Гвієнни під час заворушень 1561 року. Ля Боесі мав юридичну освіту, був ерудитом з широкими гуманітарними знаннями, писав латинськомовні вірші та політичні трактати. Найвідомішим твором ля Боесі є його «Міркування про добровільне рабство». Цю промову Монтень навіть збирався включити до своїх «Проб», проте відмовився від цього через реакцію протестантських кіл, які вважали цей твір випадом проти короля.
Дружба Монтеня та ля Боесі стала легендарною. У виданні 1588 року Монтень так афористично пояснив причину дружби з ля Боесі: «Тому що це він, тому що це я» («parce que c’était lui, parce que c’était moi»). Ця приписка була зроблена Монтенем на полях свого особистого примірника «Проб». Одним чорнилом — «тому що це він» та іншим чорнилом — «тому що це я».
Монтень був товариською людиною й мав чимало приятелів, проте дружбу з ля Боесі вважав винятковою, такою, що «трапляється раз на триста років».. Але дружба тривала не довго. Ля Боесі помер 1563 року, як гадають, заразившись під час епідемії чуми.

#### Одруження
Після втрати друга Монтень спробував знайти розраду в любовних пригодах. Всупереч християнським догмам Монтень підкреслює природність і необхідність статевих зносин як джерела задоволення. Особистому досвіду в коханні присвячено три розділи «Проб» — «Про силу уяви», «Про три види спілкування», «Про Віргілієві вірші». Жоден з романів Монтеня не тривав довго. Період любовних пригод закінчився 1565 року, коли Монтень вирішив одружитися. Він узяв шлюб 23 серпня 1565 року з 20-річною Франсуазою де ла Шассень, що походила із заможної родини представників Бордоського парламенту. 1569 року батько Франсуази навіть став головою парламенту Бордо. Не відомо, чи був щасливим шлюб Монтеня. З цього приводу залишилися доволі суперечливі свідчення. Загалом Монтень не ототожнював шлюб з коханням. Він був переконаний у потрібності інституту шлюбу й дотримувався звичаїв, пов'язаних зі статусом одруженого, проте завжди спав у окремій спальні. З іншого боку, відомо, що дружина Монтеня після його смерті доклала великих зусиль для збереження пам'яті про свого чоловіка, а особливо його літературної спадщини..
Після смерті батька 1568 року, від якого Монтень успадкував чималі статки та родинну садибу, Монтень відійшов від служби в магістраті. На перехід до приватного життя могла також вплинути передчасна смерть п'яти з шести його дочок. Щоправда, 1569 року Монтень зробив подання на вступ до Великої палати, проте в цьому йому було відмовлено. Після цього він остаточно відійшов від міських справ і 23 липня 1570 року передав свою посаду Флорімонові де Ремону.

### Письменницька праця (1571—1592)
Після відставки з посади в парламенті Бордо Монтень змінив своє життя. Він переселився у свою садибу, де вирішив зайнятися веденням господарства, самоосвітою та роздумами. Проте його відставка не означала ізоляції від світу. На прохання короля він виступає посередником в конфлікті, згодом приймає своє обрання на посаду мера Бордо, хоча відмовляється від будь-яких почестей та залишає вільний час і для себе.
1571 року за указом Карла IX Монтень став лицарем Ордена Святого Михайла. 1573 року король також присвоює йому почесне придворне звання «gentilhomme ordinaire du roi». Лідер гугенотів Генріх Наваррський, майбутній Генріх IV також присвоїв Монтеню почесне придворне звання 1577 року. 1579 року Генріх III створив орден Святого Духа, й Монтень був нагороджений кольє ордена, хоча точно не відомо, за які саме заслуги його було відзначено.
Монтень часом залишав свою садибу навіть на тривалий час і вирушав у мандри країнами Європи.

#### «Проби»

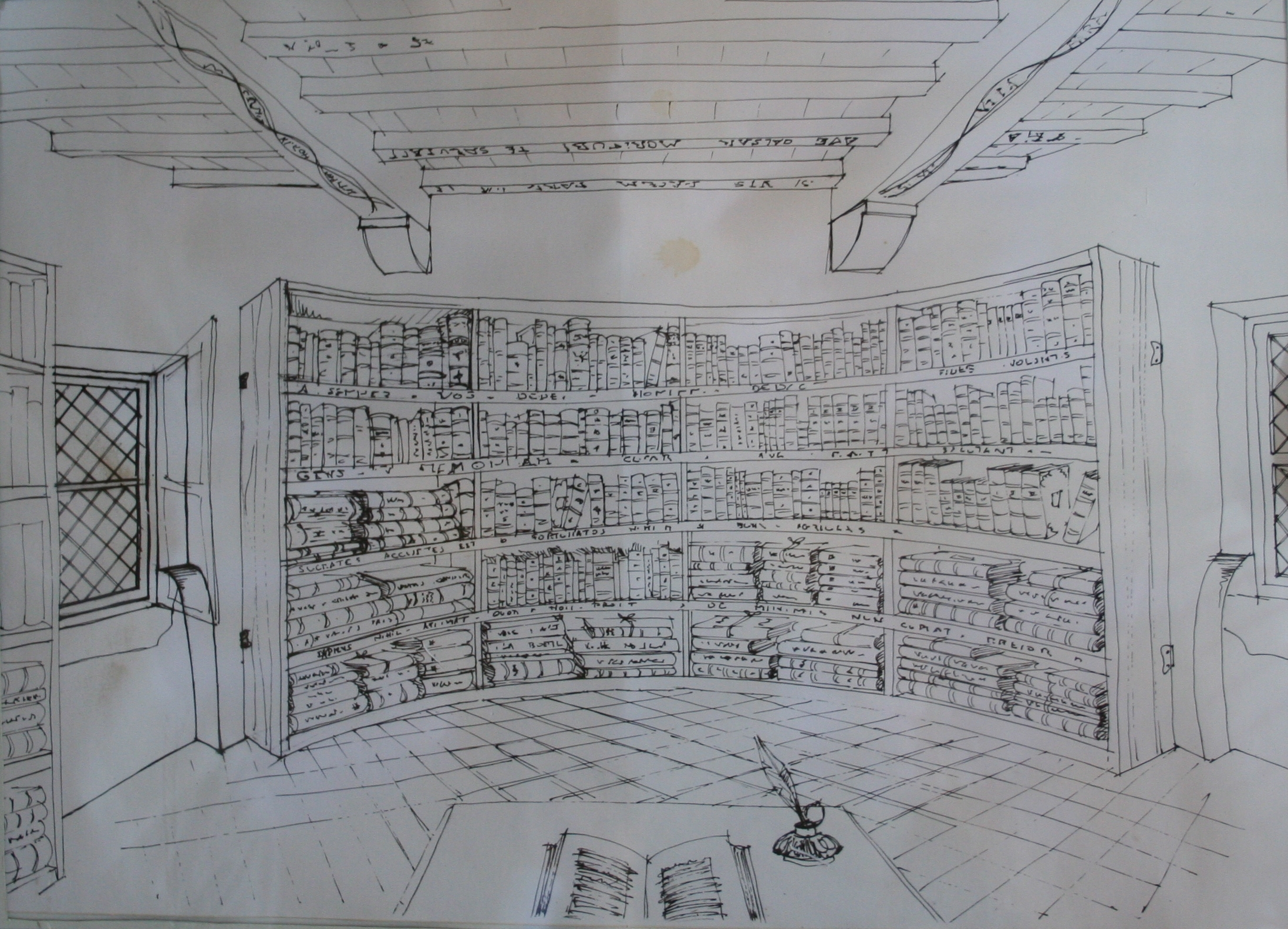
«Бібліотечна кімната округлої форми і пласкої стіни в ній стільки, скільки треба для столу й крісла; круглота ця дає мені змогу обіймати одним поглядом усі книжки, поставлені на поличках п'ятьма рядами».. «

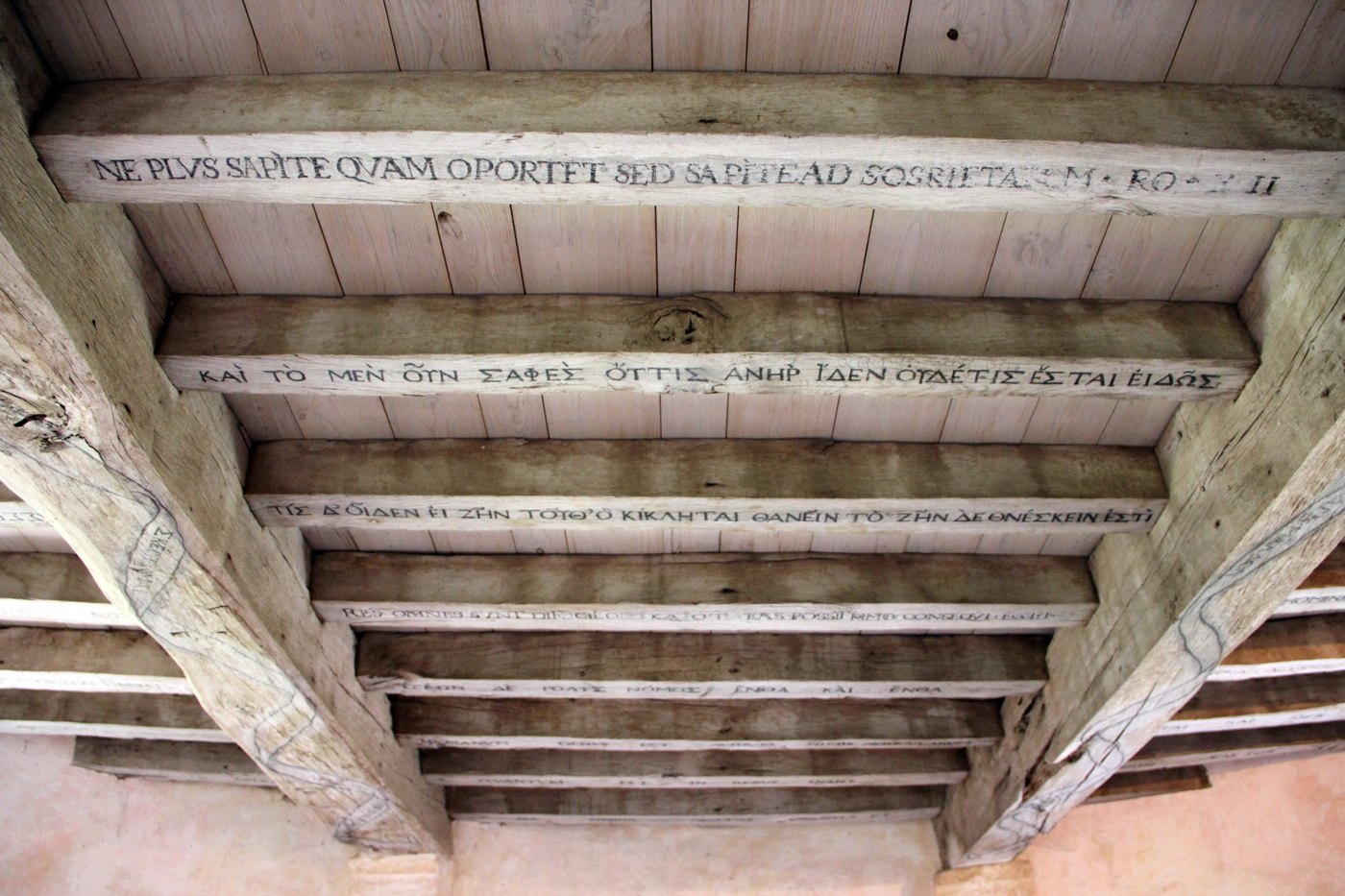
Монтень прикрасив свою бібліотеку афоризмами античних авторів грецькою та латиною. Єдиний вислів французькою — його власна знаменита формула: „Que sais-je ?“ („Що я знаю?“). Поряд з його письмовим столом був вислів Теренція: „Я людина й гадаю, що ніщо людське мені не чуже“.

В одній з веж свого замку Монтень облаштував бібліотеку, яка була його улюбленим місцем інтелектуального дозвілля: читання, роздумів, мріяння та літературної праці.

Коли я вдома, я найчастіше сиджу у бібліотеці, звідки одним поглядом можна охопити все моє господарство. Адже це місце знаходиться над в'їзною брамою, і під ногами я бачу сад, пташарню, дитинець і більшість двірських забудов. Тут я переглядаю то ту книжку, то ту, без наміру і ладу, навмання, як доведеться; то віддаюся роздумам, то походжаючи, чиркаю або диктую мою фантазію, як оцю.

Роботу над своїми „Пробами“ Монтень розпочав 1572 року в 39-річному віці й продовжував її до своєї смерті 1592 року, тобто більш як двадцять років. Письменницька робота нерідко переривалася через політичну та дипломатичну діяльність Монтеня, а також через подорожі. Перші „Проби“ (книга I та початок книги II), написані в 1572—1573 роках, за структурою нагадували популярні перекази античних авторів, що їх часто робили з дидактичною метою. Це були короткі прості тексти, в яких було зібрано приклади з історії та моральні сентенції, до яких додавалося декілька міркувань, зазвичай позбавлених особливої оригінальності. Авторське Я в цих ранніх „Пробах“ ще відсутнє. Сам Монтень визнавав, що його ранні тексти є дещо чужорідними у порівнянні з наступними.
Близько 1579 року Монтень врешті збагнув, що саме він хоче відобразити в „Пробах“. Його мета — описати самого себе. Так народився новий жанр, який пізніше став жанром есе.
Доповнення й виправлення останніх місяців життя він робив у так званому Бордоському примірнику. Монтень до своєї смерті 1592 року продовжував готувати до видання цю нову редакцію „Проб“.

#### Солдат і дипломат

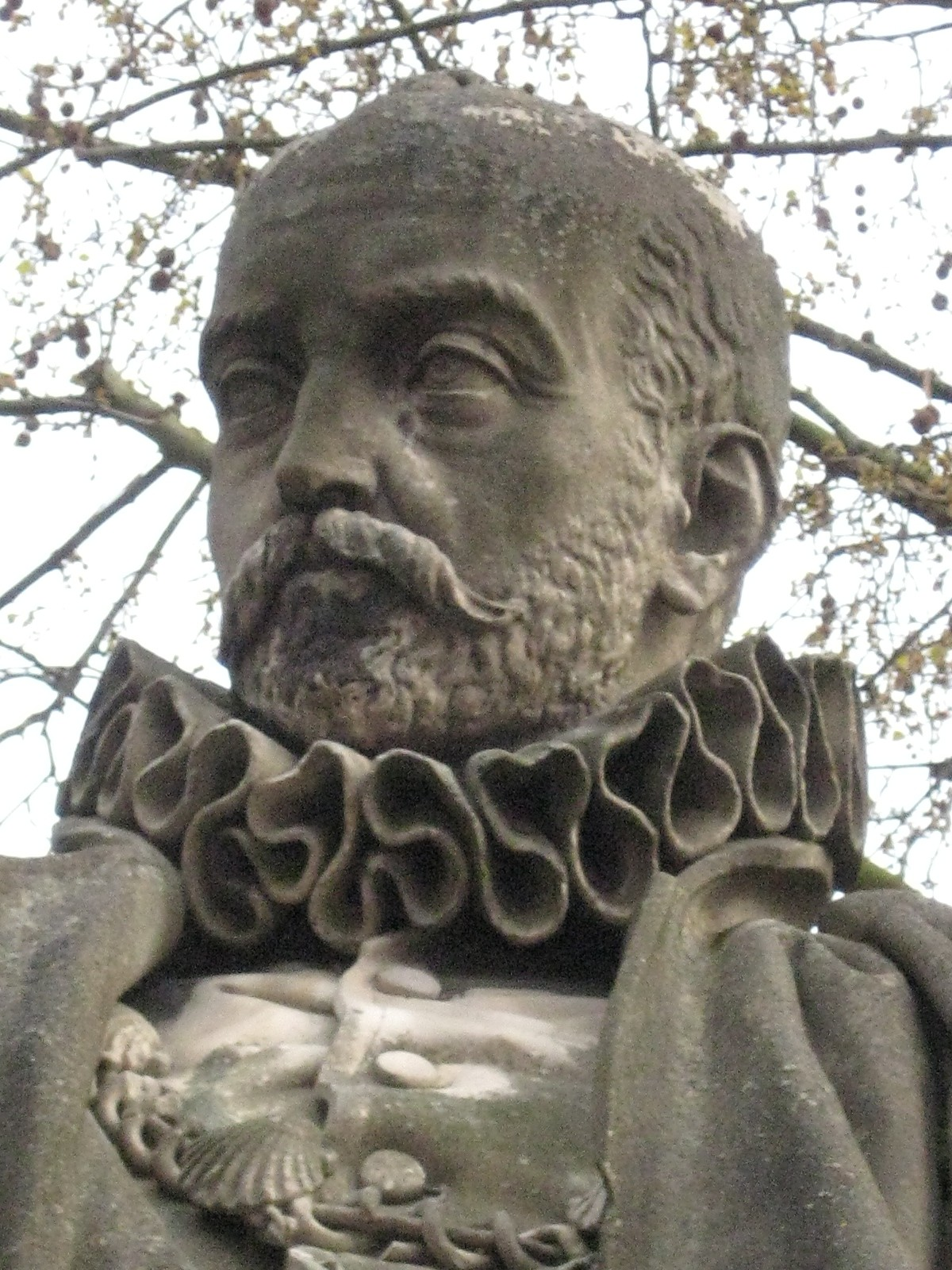
Статуя Мішеля Монтеня з білого мармуру скульптора Домініка Фортюне Маггесі (1858), Бордо, Площа Кенконс

Монтень, на думку істориків, скоріш за все брав участь у війнах, що відбувалися між 1573 та 1577 роками. У „Пробах“ не згадується про те, у якому статусі Монтень брав у них участь. Однак численні алюзії свідчать про те, що він був солдатом, а в книгах I і II є описи зброї та аналіз проблем військової стратегії, що підтверджує його знання військового життя. Монтень засуджує загарбницьку та громадянську війну й визнає лише війну оборонну. Щодо жорстокості релігійних воєн Монтень пише таке: 
Я ледве міг припустити, перш ніж побачив навіч, що є такі іроди, які раді вбивати задля самої втіхи морду, які раді рубати і сікти на капусту інших людей і насталюватися у вигадуванні небачених мук та нових одмін душогубства, і то без ненависті, без пожитку, аби лиш насититися втішним для них видовиськом корчів і дриґів, жалісних зойків і репету горопахи, що конає в муках.
Монтень ніколи багато не поширювався про свою дипломатичну діяльність. З мемуарів Жака Огюста де Ту нам відомо, що Монтень був уповноважений вести перемовини між Генріхом Наваррським та Генріхом I де Гізом близько 1572 року. 1574 року, на прохання губернатора Бордо Монтень мав покласти край суперечці між полководцями королівської армії в Перигорі, а 1583 року Монтень виступив посередником між маршалом де Матіньйоном та Генріхом Наваррським. Останній відвідав Монтеня 1587 року. Нарешті 1588 року Монтень вів перемовини між Генріхом III та королем Наварри, хоча про предмет перемовин точних відомостей не збереглося.

У „Пробах“ Монтень описав свої принципи ведення переговорів: 
У небагатьох випадках, коли посередникував між княжатами, у тих поділах і переділах, які нас нині роздирають, я пильно уникав уводити когось в оману чи личкуватися. Хто приломився до цього ремесла, той силкується краще маскуватися і вдає себе поступливішим і згідливішим, ніж насправді. А от я висловлюю свої переконання навпростець і рішуче, своїм богом. (…) Досі мені велося так щасливо (…), що мало хто, спілкуючись із супротивними сторонами, стягав на себе менше підозр і залучав собі більше ласки і доброзичливості, ніж я. Я завше щирий, а це з першого погляду легко викликає прихильність і довіру.

#### Мандрівник
Мандри мені обтяжливі єдине через кошти, які значні й для мене непосильні, бо я звик брати з собою пишний кінний почет, численніший, ніж потрібно... Не хочу, щоб утіха мандрів псувала мені утіху спочинку; навпаки, я прагну, щоб одна підтримувала і живила іншу.

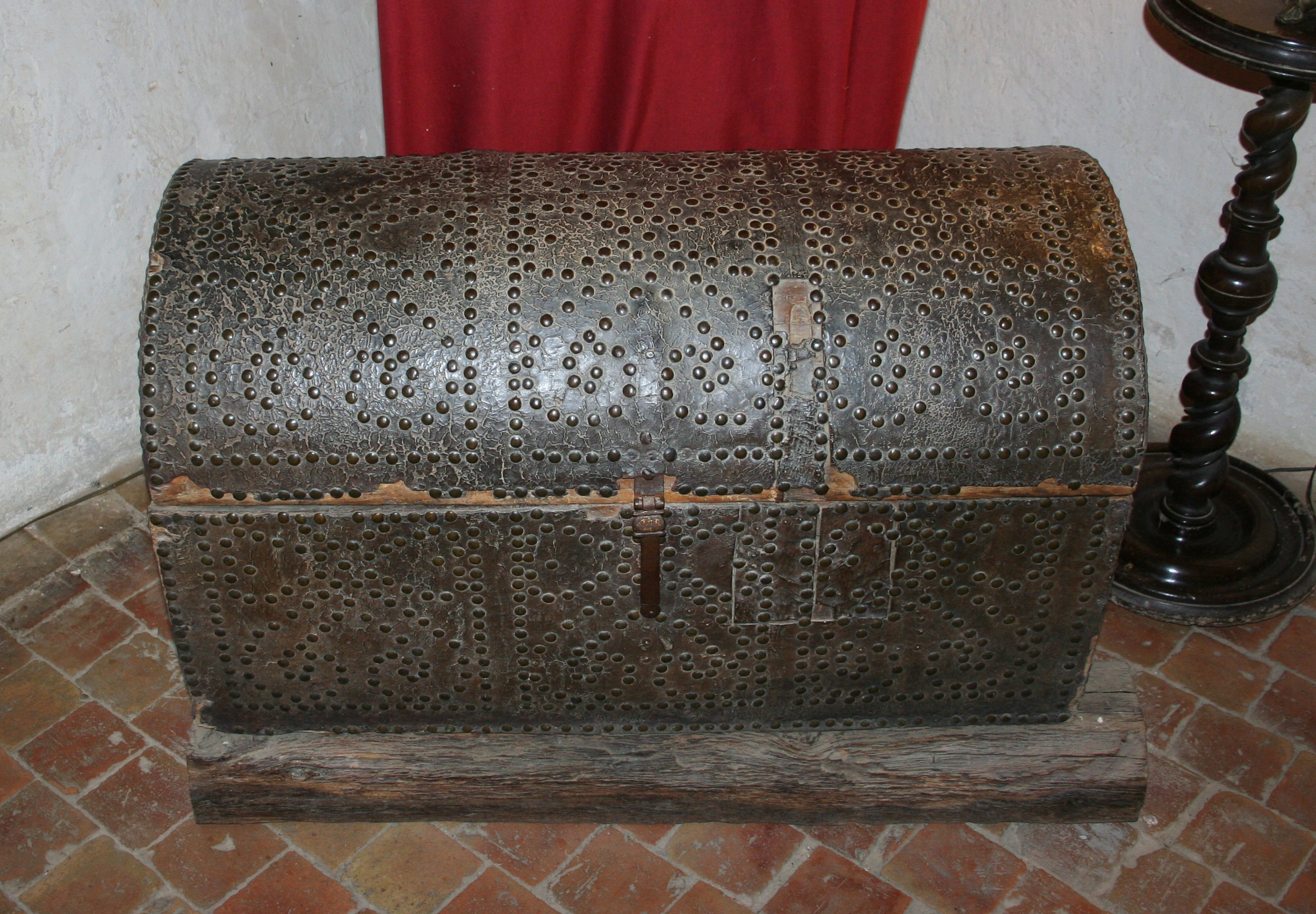
Скринька із замку Монтеня, в якій 1770 року абатом Жозефом Прюні було знайдено рукопис „Подорожнього щоденника“ Монтеня. Щоденник було опубліковано 1774 року.

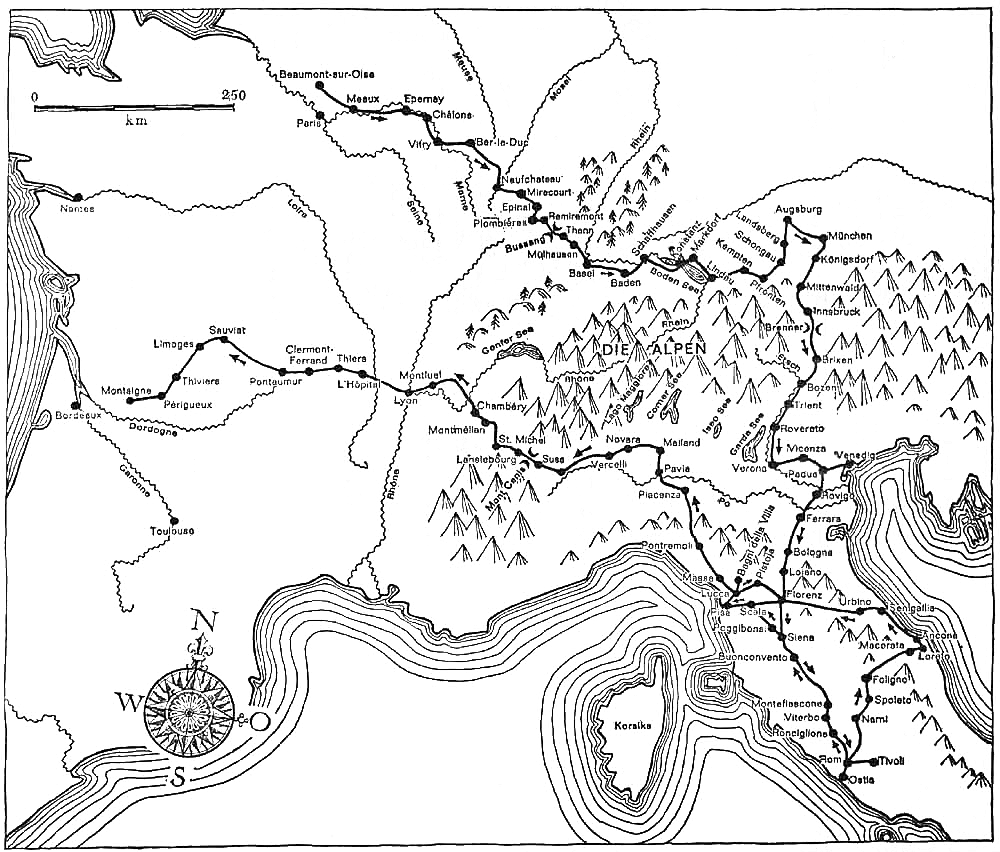
Подорож Мішеля Монтеня до Італії 1580—1581

1580 року, після публікації перших двох книг „Проб“, Монтень здійснив велику подорож, що тривала 17 місяців. Монтень подорожував Швейцарією, Німеччиною та Італією. Завдяки цій подорожі Монтень розраховував поліпшити здоров'я, оскільки, так само як і його батько, страждав від ниркової кольки. Саме з цієї причини він під час подорожі відвідував різні водні курорти.
Подорожній щоденник (Journal de voyage) Монтеня не призначався для оприлюднення. Це збірка нотаток, присвячених насамперед самопочуттю Монтеня та місцевим цікавинкам. Перша частина щоденника записана секретарем зі слів Монтеня, другу частину писав сам Монтень італійською мовою.
Тогочасні подорожі були сповнені різних ризиків та труднощів та ще й вимагали чималих коштів. Монтень вирушив у дорогу у великій кареті зі своїм молодшим братом, швагером, секретарем, слугами та мулами, які перевозили багаж. До Монтеня також приєднався Шарль д'Естіссак, син знайомої Монтеня, який узяв із собою 5 чоловік та поділив з Монтенем кошти».
Завдяки Щоденнику можна точно відтворити маршрут подорожі. Мандрівники зупинялися зокрема в таких містах: Пломб'єр (11 днів), Базель, Баден (5 днів), Мюнхен, Венеція (1 тиждень), Рим (5 місяців) та Лукка (17 днів).

Монтень подорожував заради власного задоволення. 
 Якщо я минув щось гідне уваги, то вертаюся назад: кожна дорога для мене однаково добра: я не накреслюю собі непорушної лінії, ні прямої, ні кривої. (…) Тіло у мене гнучке і податливе, і вподобання такі прості, як тільки можна. Різниця звичаїв між одним і другим народом завдає мені лише втіхи одміни. Кожний звичай має свою рацію.
 Особливо його цікавили зустрічі з різними людьми, завдяки яким можна було б шліфувати свій розум, це були переважно представники місцевої влади, вчені та релігійні діячі різного спрямування (однією з цілей подорожі було проведення широких спостережень про вірування людей). При цьому Монтень не особливо переймався шедеврами мистецтва чи красотами природи.
У вересні 1581 року в лазні міста Лукка він одержав звістку про своє обрання мером Бордо, після чого вирішує повернутися на батьківщину.

#### Мер Бордо

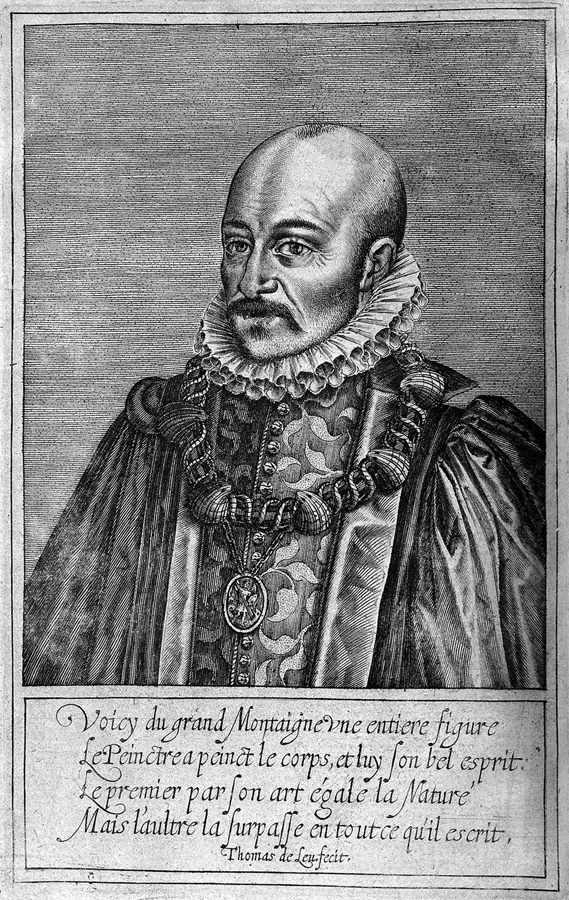
Естамп Тома де Ле з портретом Монтеня, що прикрашав видання «Проб» 1608 року. Цитата внизу належить Франсуа де Малербу.

Повернувшись до свого замку, Монтень знайшов лист від Генріха III, у якому той вітав його з обранням мера й просив негайно перейняти на себе ці обов'язки. «І ви зробите річ, яка буде мені приємною, а протилежне мені надзвичайно не сподобалось би», — додав король.
Очевидно кандидатура Монтеня була підтримана через те, що він був вже відомий, як вмілий перемовник, позитивно сприймалася його поміркованість, чесність, позапартійність та добрі стосунки з Генріхом III та Генріхом Наваррським, який і запропонував його на цю посаду.
Під час свого мандату Монтень розгорнув широку діяльність, спрямовану на збереження миру в місті, попри постійні протистояння між католиками і протестантами, на брак єдності в міському парламенті та складним політичним стосункам між королем Франції, якого на місці представляв маршал Матіньйон, та королем Наварри, який владарював у цій провінції.
Після двох років мандату, 1583 року Монтеня було переобрано, не зважаючи на шалений опір представників ультракатолицької Ліги в парламенті. Переобрання було відзнакою великих заслуг Монтеня на посаді мера, адже до нього це траплялося лише двічі.
За шість тижнів до кінця другого мандату, 31 липня 1585 року в Бордо спалахнула епідемія чуми, яка з червня до грудня призвела до смерті понад 12 тисяч осіб. Монтень не залишився в місті на церемонію передачі посади мера своєму наступнику, а відбув до свого замку, в одному з листів він написав, що боявся заразитися. Цей інцидент — що не викликав жодної реакції сучасників — через три століття спричинив полеміку: критики Монтеня закидали йому несумлінне ставлення до своїх обов'язків мера.

#### Останні роки
Збагатившись новим життєвим досвідом, Монтень невдовзі взявся за написання третьої книги своїх «Проб». Проте спокою годі було знайти, Франція знову опинилася на порозі війни: Генріх III вступив у союз з Генріхом де Гізом, лідером Католицької ліги, проти Генріха Наваррського, розв'язавши таким чином восьму громадянську війну. У липні 1586 року 20-ти тисячна королівська армія почала облогу Кастійона, оборону якого тримав де Тюренн. Монтень безпосередньо відчував війну, оскільки Кастійон розташований за 8 км від його замку: «Частина ворогів є біля моїх воріт, а інша частина — мародери, ще гірші вороги.» Монтень не відгукнувся на заклик до аристократії битися на стороні короля. Відмова Монтеня від участі у збройному конфлікті видавалася підозрілою для обох сторін. А в серпні в районі протистояння з'явилася чума. А 1 вересня Кастійон було взято. Тікаючи від чуми, Монтень разом з матір'ю, дружиною і дочкою покинув свій замок. Протягом шести місяців Монень поневірявся по друзях, які не завжди гостинно його приймали. У березні 1587 року він повернувся у свій замок, сплюндрований внаслідок війни й епідемії. У квітні де Тюренн відвойовує назад Кастійон. А після перемоги під Кутрасом, 23 жовтня 1587 року у замок до Монтеня на два дні прибув сам Генріх Наваррський.
У січні 1588 року 55-річний Монтень вирушив до Парижа з метою публікації своєї книги. Водночас він отримав доручення від короля Наварри та маршала де Матіньйона (його старший син супроводжував Монтеня) провести перемовини з Генріхом III. Подорож була доволі неспокійна. Біля Ангулема Монтень був заарештований і пограбований протестантами, які звільнили його лише після втручання принца Конде. До Парижа Монтень прибув 18 лютого. Англійські й іспанські посли губилися в здогадах про причину візиту Монтеня й вирішили, що йдеться про якусь таємну місію, наприклад, про військовий альянс з Католицькою лігою. Як відомо, Монтень завжди тримав у секреті всю свою дипломатичну діяльність.
У травні 1588 року Монтень став свідком повстання, що ввійшло в історію під назвою День барикад. Наслідком повстання став тріумфальний вхід у місто Генріха I де Гіза та втеча короля. У такій ситуації Монтень вирішив також залишити місто. Повернувшись до Парижа в липні, Монтень був заарештований представниками Ліги й ув'язнений в Бастилії. Для звільнення Монтеня знадобилося особисте звернення королеви-матері до Генріха I де Гіза.
У Парижі Монтень познайомився з Марі де Гурне (1565—1645), 26-річною дівчиною, яка щиро захоплювалася його творчістю. Монтень запропонував Марі де Гурне стати його названою дочкою, після смерті Монтеня вона присвятила своє життя і статки організації перевидань творів Монтеня. За її сприяння вийшло 11 посмертних видань «Проб». Монтень часто навідував її в Гурне-сюр-Аронд. Сама ж Марі де Гурне займалася поширенням інтелектуальної спадщини Монтеня серед філософів та ерудитів XVI століття, таких як єпископ П'єр Даніель Юе та Да Мотт Ле Ваєр.
У жовтні-листопаді 1588 року Монтень перебував у Блуа, де мали відбутися Генеральні Штати. Достеменно не відомо, чи перебував він там під час убивства де Гіза 23 грудня 1588 року. До літа 1590 року Монтень перебував у Бордо, аби допомогти маршалу де Матіньйону забезпечити у місті спокій і лояльність новому королеві Генріху IV, якого Генріх III, був убитий 1 серпня 1589 року, публічно оголосив своїм наступником.
До своєї смерті 1592 року Монтень залишався у власному замку, займаючись редагування та вдосконаленням своїх «Проб».

#### Смерть Монтеня
1572 року Монтень розмірковував про смерть в дусі стоїків, мовляв, добре підготуватися до смерті є найважливішою справою людини. Проте з часом погляди Монтеня на смерть зазнали еволюції, й він став дотримуватися епікурейського погляду про те, що треба йти за природою : 
 Ми баламутимо життя турботою про смерть, а смерть турботою про життя: перша нам докучає, друга нас вражає. Не проти смерті готуємося ми, це одна мить. Чверть години страждань, без наслідків, без шкоди, не варта якихось особливих приписів: сказати по щирості, ми готуємося проти приготувань смерті. (…) Якщо ми не уміли жити, несправедливо учити нас умирати і ускладнювати нам кінець усього: якщо ми не уміли жити мужньо і спокійно, то зуміємо умерти достоту так само. 
 Отже, за Монтенем, смерть — справа досить короткотривала й вона є не метою, а кінцем життя. Самі ж Проби закінчуються запрошенням відчути радість життя : 
 Це найвища і нібито бозька досконалість, уміти заживати щиро своє існування. Ми прагнемо іншого стану, не розуміючи, як скористатися власним: виходимо із себе, не відаючи, як заживати світа, поки служать літа. Проте марно спиратися на хідлі; і на хідлях треба нам ходити своїми ногами; на найвищому троні світу сидимо лише на сідницях. 
Монтень помер у своєму замку 13 вересня 1592 року, у віці 59 років. Не збереглося жодного прямого свідчення про його смерть. Проте існують три листи його друзів, які хоч і не були присутні в останні хвилини життя Монтеня, переказують свідчення про те, що він помер «щасливо» й «у спокою». Зі свідчення поета й правника Етьєна Паск'є, з яким Монтеня пов'язувала тривала дружба, відомо, що Монтень страждав на рак горла й в останні три дні свого життя не міг говорити. Монтень письмово запросив до своєї кімнати дружину та кількох сусідів і помер під час служби божої, що відправлялася біля його ложа.
За заповітом, вдова Монтеня перевезла його тіло до Бордо й поховала в церкві ордену фельянтинців. Серце Монтеня залишилося в родинній церкві Сен-Мішенль де Монтень. Під час зруйнування монастиря фельянтинців, попіл Монтеня було перевезено на цвинтар монастиря картезіанців. Через рік після смерті Монтеня його вдова замовила скульпторові Бартелемі Прієру монументальний кенотаф, який 1886 року був урочисто перевезений у великий вестибюль філологічного факультету Університету Бордо, де зараз розташований Музей Аквітанії. Згодом кенотаф був переміщений в інший зал музею. Попіл філософа разом з попелом ченців-фельянтинців було перепоховано в стіні Музею Аквітанії.

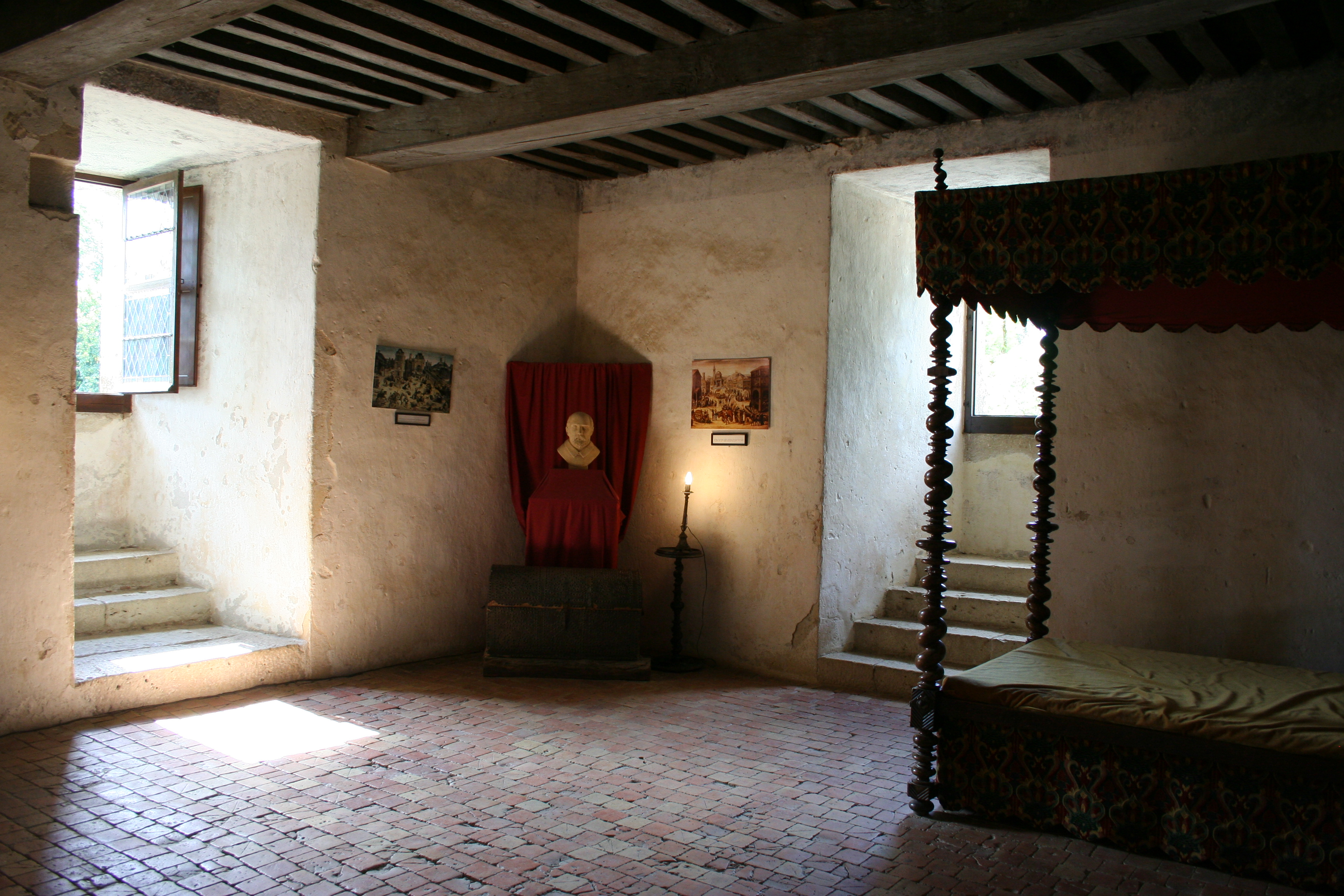
Кімната Монтеня в його вежі (раніше на стінах були пишні фрески).
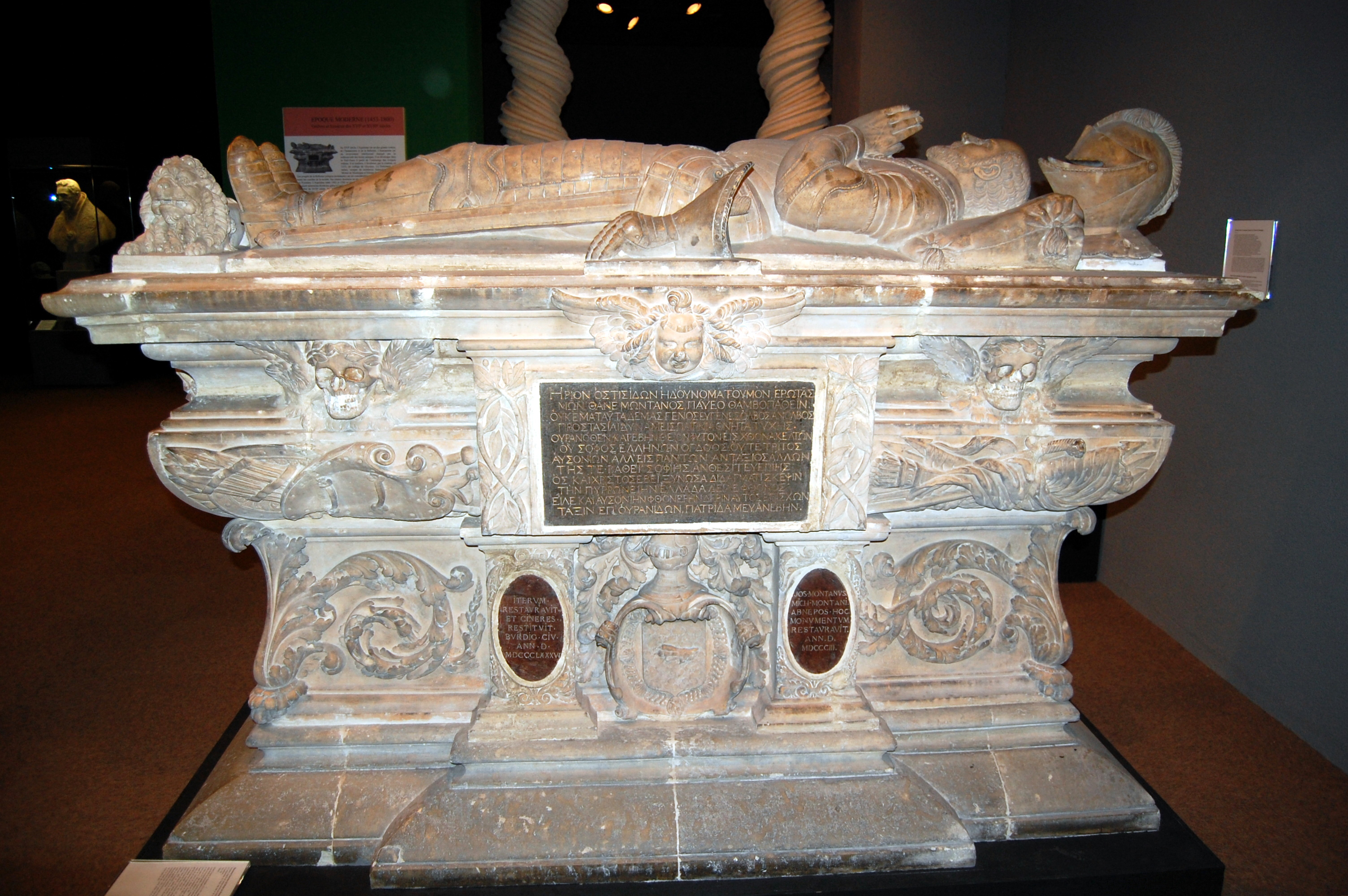
Кенотаф Монтеня, Музей Аквітанії, Бордо

## Праці

### Видання «Проб»
- Оригінальні видання :

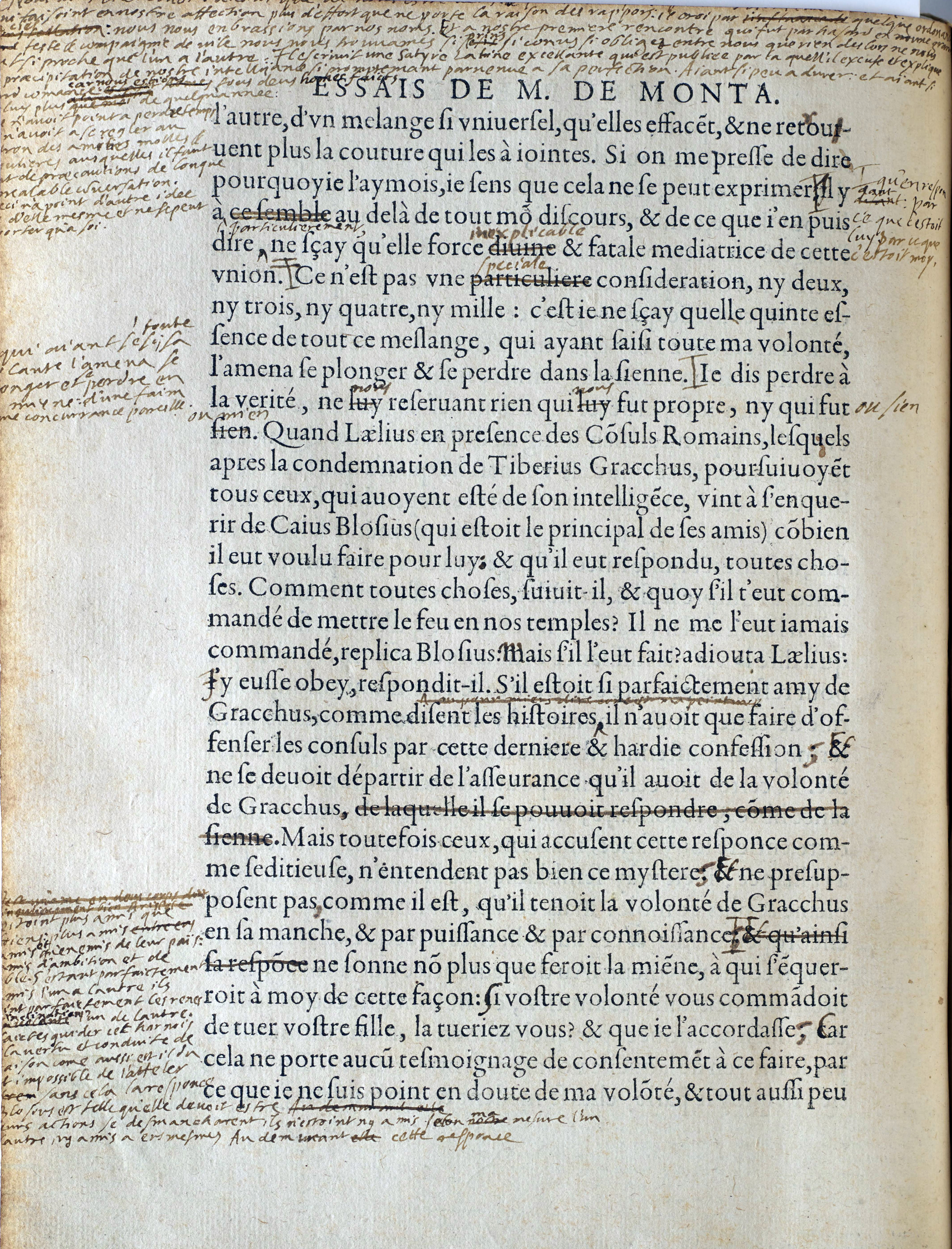
Знаменитий примірник видання 1588 року, відомий, як Бордоський примірник, у якому автор робив численні виправлення й доповнення аж до своєї смерті в 1592 році. Тривалий час Бордоський примірник розглядали, як останню «літературну волю» автора.

  - Essais, livres I et II, Bordeaux, Simon Millanges, 1580.
  - Essais, livres I et II, Bordeaux, Simon Millanges, 1582.
  - Essais, livres I et II, Paris, Jean Richer, 1587.
  - Essais, livres I et II et III (більше 600 доповнень до перших двох томів), Paris, Abel Langelier, 1588.
  - Essais, éd. posthume, Paris, Abel Langelier, 1595 (établie par Pierre de Brach et Marie de Gournay, préface de Mlle de Gournay). — посмертне видання.
- Наукові видання :
  - Essais, éd. F.Strowski, P.Villey, F.Gébelin, dite Édition municipale, 1906—1933.
  - Essais, reproduction phototypique de l'Exemplaire de Bordeaux, Paris, Hachette, 1912 (репринт Slatkine, 1988, 3 vol.). — репринтне відтворення Бордоського примірника.
  - Essais, reproduction typographique de l'Exemplaire de Bordeaux, Paris, Imprimerie nationale, 1913—1931. — репринтне відтворення Бордоського примірника.
  - Essais, reproduction photographique du texte de 1580, Genève, Slatkine, 1976 — репринтне відтворення примірника 1580 року.
- Коментовані видання :
  - Essais, éd. Villey-Saulnier (відтворення Бордоського примірника), Paris, PUF, 1965 (перевидання в 2 томах, 1978) avec notices, notes et répertoire des sources par P.Villey. Коментарі П. Вілле, дисертація якого «Джерела еволюції Проб» (Les sources et l’évolution des Essais, 1933), залишається однією з найавторитетніших розвідок про «Проби» Монтеня. Перевидання в серії Quadrige, PUF, 2004.
  - Essais, éd. J.Balsamo, C.Magnien-Simonin et M.Magnien (відтворення посмертного видання 1595 року, опублікованого Марі де Гурне), Bibliothèque de la Pléiade, Gallimard, 2007
- Видання сучасною французькою :
  - Les Essais, traduction en français moderne (осучаснено лише орфографію) par Claude Pinganaud, Arléa, 1994, 813 p.
  - Essais, traduction en français moderne par A.Lanly (за Бордоським примірником), coll. Quarto, Gallimard, 2009. Збережено синтаксис Монтеня.
  - Essais, traduction en français moderne par Guy de Pernon (за виданням 1595 року), опубліковано в інтернеті, 2008.

### Подорожній щоденник
- Journal du voyage de Michel de Montaigne en Italie par la Suisse & l'Allemagne en 1580 & 1581, Avec des Notes par M. de Querlon. Édition par Anne-Gabriel Meusnier de Querlon du journal rédigé en route et non repris par Montaigne. Le Jay, Rome et Paris, 1774. онлайн у Вікіджерелах.

## Література

Родинний герб Монтеня.

### Українські переклади
- Мішель Монтень. Проби: в 3 Т. / Пер. з фран. Анатолія Перепаді. — Київ: Дух і Літера, 2005—2007. ISBN 966-7888-91-6
- Мішель Монтень. Проби: вибране / М. Монтень; пер. з фр. та примітки А. О. Перепаді; післямова В. Л. Скуратівського; худож.-оформлювач Б. П. Бублик. — Харків: Фоліо, 2012. — 443 с. — (Б-ка світ. літ-ри). — ISBN 978-966-03-5103-5, ISBN 978-966-03-5105-9.